# Kennel Club japonais
Pour les articles homonymes, voir JKC.
Le Kennel Club Japonais (en anglais, Japan Kennel Club, JKC) est l'organisme officiel qui, au Japon, gère le registre des naissances des chiens de race, enregistre les standards des races, et tient à jour la liste des éleveurs canins et des clubs de races canines. Son but est la gestion des pedigrees et l'amélioration des races canines.
Le JKC est membre de la Fédération cynologique internationale (FCI).